# Vilobí
|  | Aquest article tracta sobre la muntanya. Vegeu-ne altres significats a «Vilobí (desambiguació)». |

Vilobí és una muntanya de 681 metres que es troba a la serra de Vilobí, al municipi de Vimbodí i Poblet, a la comarca de la Conca de Barberà.
Al cim s'hi pot trobar un vèrtex geodèsic (referència 262124001).
Segons Alcover i Moll, el nom ve del llatí vīlla Albīni, 'vila d'Albí' (nom personal).